# Francoske notranje sile
Francoske notranje sile (francosko Forces françaises de l'intérieur; kratica FFI) je naziv za organizirane pripadnike in enote francoskega odporniškega gibanja v drugi svetovni vojni, ki so se borili za osvoboditev Francije med nemško okupacijo.

## Poimenovanje
Charles de Gaulle je izraz Francoske notranje sile uporabil kot formalno skupno ime za francoske pripadnike odporniškega gibanja. Sprememba poimenovanja teh skupin se je zgodila, ko se je status Francije spremenil iz okupirane države v državo, ki so jo osvobajali zavezniki. 

### Makijevci
Tudi t.i. makijevci (franc. maquisard) so bili člani francoskega odporniškega gibanja, ki so se med drugo svetovno vojno borili za osvoboditev Francije. Ime so dobili po makiji, gostem grmičevju (hosti, goščavi) značilni zlasti v sredozemskem pasu. Odtod korziški izraz »prendre le maquis«, ki pomeni »skriti se pred oblastmi v gozdove«, kar je dalo besedi maquis pomen ilegalnega, gverilskega bojevanja in partizanstva.
V Španiji se je beseda uporabljala za gverilsko obliko oboroženega boja proti diktatorju Franku, ki se je razvil po španski državljanski vojni predvsem v Kantabriji, v Pirenejih in Andaluziji.

Danes nekoliko stilizirana in mitizirana podoba makijevca ohranja spomin na narodno zavednega, predanega in prostovoljnega borca, izraz je postal častno in simbolno imenovanje, kot »oborožen borec upora«. Odporniške skupine makijevcev so se borile v Franciji pred zavezniško invazijo v Normandiji leta 1944. Ko so se zavezniki utrdili v Franciji, je vlada Svobodne Francije poskušala združiti ločene skupine makijevcev pod zastavo Francoskih notranjih sil. Francosko poimenovanje, ki so ga med vojno sprejele vse makijevske enote, je Francoske notranje sile.

### Delitve na frakcije
Ta velika skupina s približno 400.000 aktivnimi člani (leta 1944) je bila razdeljena na tri glavne dele, ki so bolj ali manj ustrezali trem političnim ali drugim usmeritvam:
- Francs-Tireurs et Partisans (FTP), paravojaške enote (francoski partizani), ki jih je organizirala in nadzorovala Komunistična partija Francije;
- Armée secrète (AS), dobesedno »Tajna vojska«, ki so jo večinoma vodili francoski vojaški častniki in je bila politično desničarsko usmerjena;
- Organisation de résistance de l'armée (ORA), »Odporniška organizacija vojske«, formalno ustanovljena januarja 1943, kot bolj »uradna« in apolitična oblika nadaljevanja oboroženega boja nekdanjih francoskih vojakov v Zone libre (deloma že osvobojeni Franciji).

Vse tri skupine so vichyjski režim francoske države ter nemške okupacijske oblasti in sosednji fašistični režimi v Italiji in Španiji označili za »teroristične«.

Druge (redke) lokalne skupine se niso povezovale s temi organizacijami.

## Zgodovina
Ko so bile nekatere francoske regije večinoma osvobojene, so bili pripadniki francoskih notranjih sil iz posameznih skupin lahko bolj formalno organizirani v lahke pehotne enote, ki so služile kot pomembno dopolnilo enotam Francoskih svobodnih sil. V tej vlogi so zasedale manj aktivna območja frontnih črt, kar je enotam redne francoske vojske omogočilo, da so izvajale ukrepe varčevanja z močjo in zbrale svoje čete na odločilnih območjih bojišč. 
Od oktobra 1944, ko je bil večji del Francije že osvobojen, so se enote francoskih notranjih sil združile z rednimi vojaškimi enotami, ki so nadaljevale boje na zahodni fronti, s čimer se je končalo obdobje francoskih paravojaških enot v drugi svetovni vojni.